# (215101) 1995 LB
1995 أل بي (ويعرف أيضًا باسم (215101) 1995 أل بي وفق تسمية الكوكب الصغير) (بالإنجليزية: 1995 LB)‏ هو كويكب ضمن حزام الكويكبات؛ وترتيبه 215101 من حيث الاكتشاف.
اكتُشف هذا الجُرم الفلكي بواسطة روبرت إتش ماكنوت في 1 يونيو 1995.

## وصلات خارجية
- (215101) 1995 LB في قاعدة بيانات مختبر الدفع النفاث لأجرام النظام الشمسي الصغيرة

- الاكتشاف · مخطط المدار ·  العناصر المدارية · المعلمات المادية

- (215101) 1995 LB على موقع ويكي سكاي: DSS2, SDSS, GALEX, IRAS, Hydrogen α, X-Ray, Astrophoto, Sky Map, Articles and images